# Canada (Noua Franță)
Canada a fost o colonie franceză⁠(d) în cadrul mai întinsului teritoriu al Noii Franțe. A fost revendicată de Franța în 1535 în timpul celei de a doua călătorii a lui Jacques Cartier, în numele regelui Franței, Francisc I. Colonia a rămas teritoriu francez până în 1763, când a devenit colonie britanică cunoscută sub numele de Provincia Quebec⁠(d).
În secolul al XVI-lea, cuvântul „Canada” se putea referi la teritoriul de-a lungul râului Sfântul Laurențiu (cunoscut pe atunci sub numele de râul Canada) de la Insula Grosse⁠(d) până la un punct între Québec și Trois-Rivières⁠(d). Termenii „Canada” și „Noua Franță” erau și ei folosiți interschimbabil. Explorările franceze au continuat spre vest „până la Țările Canada, Hochelaga și Saguenay” înainte de a fi stabilite așezări permanente. În 1600, la Tadoussac⁠(d), la confluența râurilor Saguenay⁠(d) și Sfântul Laurențiu, a fost înființat un post comercial permanent și o așezare. Cu toate acestea, deoarece acest post comercial se afla sub monopol comercial, nu a fost constituit ca o colonie franceză oficială.
Prima așezare oficială a Canadei a fost Québec, fondat de Samuel de Champlain în 1608. Celelalte patru colonii din Noua Franță erau Golful Hudson la nord, Acadia și Newfoundland⁠(d) la est, și Louisiana departe în sud. Canada a devenit cea mai dezvoltată dintre cele cinci colonii ale Noii Franțe. A fost împărțită în trei districte, Québec, Trois-Rivières⁠(d) și Montreal⁠(d), fiecare cu propriul guvern. Guvernatorul districtului Quebec a servit și drept guvernator general pentru toată Noua Franță.
Războiul de Șapte Ani din 1756–1763 s-a încheiat cu victoria Marii Britanii în fața francezilor și aliaților acestora, iar Canada a trecut sub stăpânire britanică. Prin tratatul de la Paris din 1763, care a pus capăt oficial Războiului de Șapte Ani, Franța a cedat Canada în schimbul altor colonii, o mare parte a Canadei devenind colonia britanică provincia Quebec⁠(d).

## Evoluție teritorială
În cei 240 de ani scurși de la călătoria de explorare a lui Verrazano în 1524 și cucerirea Noii Franțe⁠(d) în 1763, francezii au marcat continentul nord-american în multe feluri. Fie că a fost prin împărțirea terenurilor și defrișare, înființarea de sate și orașe, desfășurarea unei rețele de drumuri și poteci sau dezvoltarea teritoriului cu diverse construcții, coloniștii francezi⁠(d) au transformat și adaptat mediile în funcție de nevoile lor.
Există trei perioade majore de expansiune a teritoriului Canadei, mai ales ca urmare a eforturilor de explorare. În primul rând, perioada 1534–1603, în care teritoriul Canadei cuprindea coastele Newfoundland, întreaga Insulă a Prințului Eduard, Nova Scotia și coastele din New Brunswick, râul Sfântul Laurențiu și Golful Sfântul Laurențiu.
Apoi anii 1603–1673, în care, din cauza expansiunii spre vest și a conflictelor cu Marea Britanie, teritoriul Canadei era acum compus din cursul inferior al râului Sfântul Laurențiu și zona de coastă adiacentă, din Golful Sfântul Laurențiu și din Marile Lacuri, precum și din sudul Ontarioului și nordul New Englandului.
Apoi, în ultima perioadă din 1673–1741, teritoriul Canadei a fost compus din coastele râului Sfântul Laurențiu, din Golful Sfântul Laurențiu și din Marile Lacuri, sudul Ontarioului, sudul Manitobei și nord-estul Midwestului american de astăzi. Aceasta a fost perioada de maximă expansiune teritorială a Canadei.

### Pays d'en Haut

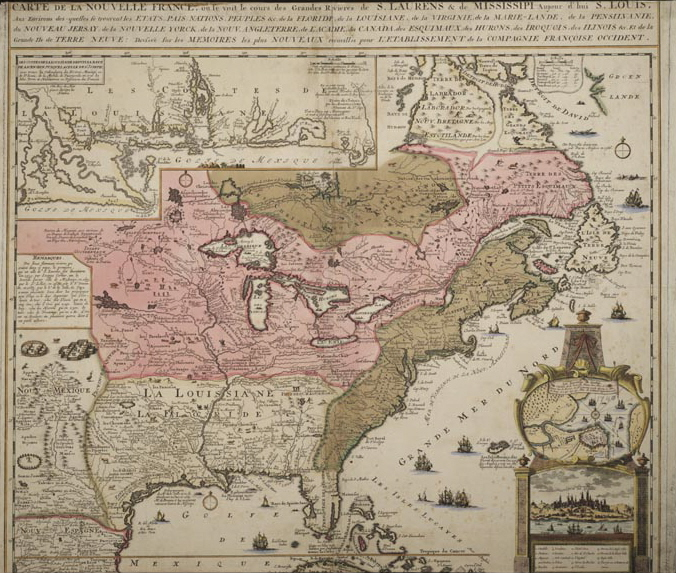
Louisiana Inferioară marcată cu galben; rozul reprezintă Canada. O parte din Canada la sud de Marile Lacuri a fost cedată Louisianei în 1717. Cu maro sunt coloniile britanice. Harta datează din 1719.

Dependenți de Canada erau Pays d'en Haut⁠(d) (Țările de Sus), un teritoriu vast aflat la nord și la vest de Montreal, care acopereau întreaga zonă a Marilor Lacuri și se întindea pe continentul nord-american cât exploraseră francezii. Înainte de 1717, când a cedat un teritoriu noii colonii Louisiana, se întindea până la sud până în Țara Illinois⁠(d). În zona Marilor Lacuri, în 1639 a fost înființată o misiune, Sainte-Marie din țara Huronilor. În urma distrugerii patriei huronilor în 1649 de către irochezi, francezii au distrus ei înșiși misiunea și au părăsit zona. În ceea ce este astăzi Ontario și preriile de est, au fost construite diverse posturi comerciale și forturi, cum ar fi Fort Kaministiquia⁠(d) în 1679 (actualul Thunder Bay, Ontario⁠(d)), Fort Frontenac⁠(d) în 1673 (astăzi Kingston, Ontario⁠(d)), Fort Saint Pierre⁠(d) în 1731 (aproape de Fort Frances⁠(d), Ontario), Fort Saint Charles⁠(d) în 1732 (pe Lacul Pădurilor⁠(d) situat pe Insula Magnusens de pe Colțul Nord-vestic⁠(d) al Minnesotei) și Fort Rouillé⁠(d) în 1750 (Toronto de astăzi). Misiunea și postul comercial de la Sault Ste. Marie (1688) aveau să fie divizate mai târziu de granița Canada-SUA⁠(d).
Așezările franceze din Pays d'en Haut din zona Marilor Lacuri și la sud dea erau Fort Niagara⁠(d) (1678) (lângă Youngstown, New York⁠(d) de astăzi), Fort Crevecoeur⁠(d) (1680) (lângă unde se află azi Creve Coeur, Illinois⁠(d), o suburbie a Peoriei, Illinois ), Fort Saint Antoine⁠(d) (1686) (pe lacul Pepin⁠(d) din Wisconsin), Fort St. Joseph⁠(d) (1691, în punctul cel mai sudic al insulei St. Joseph⁠(d), Ontario pe Lacul Huron), Fort Pontchartrain du Détroit⁠(d) (1701, Detroit, Michigan de astăzi), Fort Michilimackinac⁠(d) (1715, pe strâmtoarea Mackinac⁠(d) la Mackinaw City, Michigan⁠(d)), Fort Miami⁠(d) (1715, astăzi Fort Wayne, Indiana), Fort La Baye⁠(d) (1717, astăzi Green Bay, Wisconsin) și Fort Beauharnois⁠(d) (1727, în orașul Florence, comitatul Goodhue, Minnesota⁠(d)).
Astăzi, termenul Les Pays-d'en-Haut⁠(d) se referă la o comună comitală⁠(d) de importanță regională din regiunea Laurentides⁠(d) a actualei provincii Quebec, la nord de Montreal, în timp ce fostul Pays d'en Haut făcea parte din districtul Montreal.

### Domaine du roy
Domaine du Roy, înființat în 1652, era o regiune vastă a Noii Franțe, care se întindea la nord de la râul Sfântul Laurențiu până la Golful Hudson. Era situat între limita de est a senioriei⁠(d) Les Éboulements⁠(d) și Cape Cormorant. Teritoriul avea o suprafață de peste 460.000 km². După cucerirea Noii Franțe⁠(d), numele teritoriului a fost schimbat în Țara lui Rupert.

## Cercetări demografice
Un studiu asupra populației a fost efectuat în 1740 pentru a estima populația Canadei. Studiul din valea râului Sfântul Laurențiu a numărat aproximativ 44.000 de coloniști în total. Majoritatea dintre ei se născuseră în Canada și trăiau într-un mediu rural. Dintre coloniști, 18.000 erau sub autoritatea sub Guvernului Quebecului, 4.000 sub Guvernul Trois-Rivières⁠(d) și 22.000 sub Guvernul Montrealului. În ceea ce privește coloniștii care nu trăiau în valea râului Sfântului Laurențiu, Île Royale⁠(d) (astăzi Cape Breton) număra 4.000 de locuitori (dintre care 1.500 erau în Louisbourg⁠(d)), iar Île Saint-Jean (astăzi Insula Prințului Eduard) avea 500 de locuitori.

## Succesorii și moștenirea
În 1791, provincia Quebec a fost despărțită în Canada Inferioară⁠(d) (astăzi Quebec) și Canada Superioară (astăzi Ontario). Canada Inferioară și cea Superioară au fost unite din nou în provincia Canada în 1841, înainte de a se separa din nou în provinciile moderne Quebec și Ontario în timpul Confederației Canadiene în 1867. Datorită continuității istorice și geografice, precum și a utilizării continue a limbii franceze, a dreptului civil, a obiceiurilor, a aspectelor culturale și a puterii Bisericii Catolice în guvernare până la Revoluția Liniștită⁠(d) din anii 1960, provincia Quebec este considerată de mulți a fi continuatoarea modernă a coloniei Canada a Noii Franțe. Și în prezent, majoritatea populației Quebecului se trage din canadienii francofoni⁠(d) stabiliți aici în perioada colonială franceză, iar distincția culturală a Quebecului față de restul țării a dus la apariția unei identități québecoise⁠(d) și a mișcării pentru suveranitatea Quebecului⁠(d). Urmașii canadienilor din Noua Franță care trăiesc în afara Quebecului sunt acum adesea denumiți cu nume care face referire la provincia lor de reședință (de exemplu, franco-ontarieni⁠(d)). Populațiile francofone din provinciile maritime⁠(d) sunt însă mai probabil urmași ai coloniștilor din Acadia. Prin urmare, ei sunt numiți acadieni⁠(d).